# Саудијска Арабија на Светском првенству у атлетици на отвореном 2022.
Саудијска Арабија је учествовала на 18. Светском првенству у атлетици на отвореном 2022. одржаном у Јуџину  од 15. до 25. јула шеснаести пут. Репрезентацију Саудијске Арабије представљала су 2 такмичара (1 мушкарац и 1 жена) који су се такмичичи у 2 дисциплине (1 мушка и 1 женска).,
На овом првенству такмичари Саудијске Арабије нису освојили ниједну медаљу али је остварен један најбољи резултат сезоне.

## Учесници
| Мушкарци: - Хусеин Асем Ал-Хизам — Скок мотком | Жене: - Yasmeen Aldabbagh — 100 м |  |

## Резултати

### Мушкарци
| Атлетичар            | Дисциплина  | Лични рекорд | Квалификације | Квалификације | Полуфинале | Полуфинале | Финале               | Финале       | Детаљи |
| Атлетичар            | Дисциплина  | Лични рекорд | Резултат      | Место         | Резултат   | Место      | Резултат             | Место        | Детаљи |
| -------------------- | ----------- | ------------ | ------------- | ------------- | ---------- | ---------- | -------------------- | ------------ | ------ |
| Хусеин Асем Ал-Хизам | Скок мотком | 5,70 НР      | 5,65 ЛРС      | 8. у гр. А    |            |            | није се квалификовао | 14 / 28 (32) |        |

### Жене
| Атлетичарка       | Дисциплина | Лични рекорд | Квалификације | Квалификације | Полуфинале            | Полуфинале            | Финале                | Финале  | Детаљи |
| Атлетичарка       | Дисциплина | Лични рекорд | Резултат      | Место         | Резултат              | Место                 | Резултат              | Место   | Детаљи |
| ----------------- | ---------- | ------------ | ------------- | ------------- | --------------------- | --------------------- | --------------------- | ------- | ------ |
| Yasmeen Aldabbagh | 100 м      | 12,90        | 13,21         | 7. у гр. 3    | није се квалификовала | није се квалификовала | није се квалификовала | 48 / 49 |        |